# Phaeostigma horticolum
Phaeostigma horticolum är en halssländeart som först beskrevs av H. Aspöck och U. Aspöck 1973.  Phaeostigma horticolum ingår i släktet Phaeostigma och familjen ormhalssländor. Inga underarter finns listade i Catalogue of Life.